# Лэм, Чарлз
Чарлз Лэм (англ. Charles Lamb; 10 февраля 1775, Лондон, Великобритания — 27 декабря 1834, Эдмонтон, Мидлекс, Великобритания) — английский поэт, публицист и литературный критик эпохи романтизма, один из крупнейших мастеров жанра эссе в истории английской литературы.

## Биография и творчество
Лэм родился в семье лондонского клерка — Джона Лэма и его жены Элизабет Филд. Чарлз был самым младшим ребенком в семье, еще у него была старшая сестра Мэри и еще более старший брат Джон. В годы учёбы свёл дружбу с романтиками Ли Хантом и Кольриджем, которые стали его близкими друзьями на всю жизнь. Рассчитывал стать священником, но был вынужден оставить эту мысль по причине заикания. С 1792 по 1825 года служил чиновником в ведомстве по делам Индии.
В 1796 году произошло событие, перевернувшее жизнь Лэма, — его горячо любимая сестра Мэри в припадке безумия зарезала кухонным ножом их мать. С тех пор Чарльз жил вместе с душевнобольной сестрой, ухаживая за ней в минуты обострения болезни и помогая в работе над прозаическими пересказами пьес Шекспира, которые снискали широкую популярность. В 1808 году они опубликовали переработанную для школьников версию «Одиссеи».
Лэм выступил на более серьёзном литературном поприще в 1798 году с «Повестью о Розамунд Грей», за которой последовала в 1802 году трагедия в стихах «Джон Вудвилл». Эти работы не принесли ему и толики того успеха, который выдался на долю короткого стихотворения «Старые знакомые лица», вышедший в 1789 году. Кроме того, в поэтические антологии часто включают элегию «На смерть новорождённого», написанную в 1828 году.
С возрастом Лэм стал выступать в роли литературного критика, что, на самом деле, ему не очень нравилось. Но это был единственный способ заработать на жизнь и содержание сестры. В журнале Ли Ханта он публиковал статьи о Шекспире и Хогарте. Многие из его журнальных обзоров пострадали от вмешательства ретивых редакторов, так что наиболее полное представление о его литературных вкусах и предпочтениях дают письма. В одной-двух небрежно брошенных фразах, часто на полях, Лэм давал точные оценки художественных явлений своего времени. Британская энциклопедия называет его одним из классиков английского эпистолярного жанра.
Наибольшую славу Лэму принесли «Очерки Элии», которые он публиковал в собственном издании Лондонского журнала с 1820 года. Первое собрание очерков вышло из печати в 1823 года, второе — 10 лет спустя. В своих очерках, или эссе, писатель прячется за маской Элии — манерного чудака, погружённого в воспоминания о событиях 30-летней давности. Темы очерков многообразны: театр, нежные чувства, политика. По стилю они ближе всего к произведениям Лоренса Стерна, которым Лэм не переставал восхищаться.
В последние годы жизни Лэм много выпивал. После падения с лестницы у него развилась рожа, от которой он и умер. Мэри Лэм пережила брата на 12 лет и похоронена подле него в Эдмонтоне близ Лондона.

## Произведения
- Чистый стих (англ. Blank Verse) (1798, стихи)
- Джон Вудвилл (англ. John Woodvil) (1802, драма в стихах)
- Сказки Шекспира (англ. Tales from Shakespeare) (1807)
- Приключения Одиссея (англ. The Adventures of Ulysses) (1808)
- Некоторые английские поэты, жившие во времена Шекспира (англ. Specimens of English Dramatic poets who lived about the time of Shakespeare) (1808)
- Трагедии Шекспира (англ. On the Tragedies of Shakespeare) (1811)
- Ведьмы и другие ночные страхи (англ. Witches and Other Night Fears) (1821)
- Очерки Элии (англ. Essays of Elia) (1823)
- Последние очерки Элии (англ. The Last Essays of Elia) (1833)

## Публикации на русском языке
- Чарльз Лэм. Очерки Элии / Академия наук СССР; Издание подготовили К. А. Афанасьев, А. С. Бобович, Н. Я. Дьяконова, И. А. Лихачёв(†), Н. Я. Рыкова; Отв. ред. Н. Я. Дьяконова; Художник М. И. Разулевич. — Л.: Наука, 1979. — 264, [10] с. — (Литературные памятники). — 100 000 экз.
- На русский язык стихи Лэма переводили М. Михайлов и А. Плещеев.

## Высказывания
- Не переношу людей, которые бегут навстречу времени
- Все новости, за исключением цен на хлеб, бессмысленны и неуместны
- Юристы, наверное, тоже когда-то были детьми
- Мой девиз таков: довольствоваться малым, но желать большего